# Rieden (Ostallgäu járás)
Rieden település Németországban, azon belül Bajorországban. Lakosainak száma 1385 fő (2023. december 31.).

## Népesség
A település népessége az elmúlt években az alábbi módon változott:
| Lakosok száma | 1442 | 1341 | 1338 | 1321 | 1324 | 1305 | 1298 | 1271 | 1363 | 1385 |
|               | 1970 | 1975 | 2011 | 2012 | 2014 | 2015 | 2017 | 2019 | 2022 | 2023 |